# 鈴木あぐり
鈴木 あぐり（すずき あぐり、1998年10月13日 - ）は、山形県米沢市出身の女子サッカー選手。

## 来歴
サッカーをしていた1歳年上の兄の応援に行ったことがきっかけで、小学4年生の時にサッカーを始める。その年に試合の合間に遊びでPKのGKをしていたところ、監督から勧められてGKとなる。2011 FIFA女子ワールドカップでの日本女子代表の優勝を見て山形市の街クラブである山形FCのセレクションを受け、ジュニアユースでプレーする。中学3年生で身長は169cmとなり、スーパー少女プロジェクトのトレーニングキャンプメンバーに選出された。
宮城県仙台市の名門・常盤木学園高校に進学すると恵まれた体格でチーム内において頭角を現し、2016年にはU-20日本女子代表候補に選出された。
2017年、マイナビベガルタ仙台レディースに加入。昨年に仙台の練習に参加した際にレベルの高さを感じ、成長の場を求めて加入を決断した。2017年9月にはAFC U-19女子選手権2017に出場するU-19日本女子代表メンバーに選出される。本大会決勝の北朝鮮戦ではスタメンで出場し、守備陣の中心として相手を無失点に抑えて優勝を果たした。
2018年には2018 FIFA U-20女子ワールドカップに出場するU-20日本女子代表に選出され、グループステージ第2節のスペイン戦に出場した。試合は敗れたが、チームはその後決勝まで勝ち進みスペインを破って初優勝を果たした。
2019年12月18日、現役引退を発表した。ケガに悩まされ、クラブでは出場機会を得られなかった。

## 所属クラブ
- FCアルカディア
- 山形FCジュニアユース（米沢市立第七中学校[15]）
- 2014年 - 2016年 常盤木学園高等学校
- 2017年 - 2019年 マイナビベガルタ仙台レディース

## 個人成績
| 国内大会個人成績 | 国内大会個人成績 | 国内大会個人成績 | 国内大会個人成績 | 国内大会個人成績 | 国内大会個人成績 | 国内大会個人成績 | 国内大会個人成績 | 国内大会個人成績 | 国内大会個人成績 | 国内大会個人成績 | 国内大会個人成績 |
| 年度             | クラブ           | 背番号           | リーグ           | リーグ戦         | リーグ戦         | リーグ杯         | リーグ杯         | オープン杯       | オープン杯       | 期間通算         | 期間通算         |
| 年度             | クラブ           | 背番号           | リーグ           | 出場             | 得点             | 出場             | 得点             | 出場             | 得点             | 出場             | 得点             |
| 日本             | 日本             | 日本             | 日本             | リーグ戦         | リーグ戦         | リーグ杯         | リーグ杯         | 皇后杯           | 皇后杯           | 期間通算         | 期間通算         |
| ---------------- | ---------------- | ---------------- | ---------------- | ---------------- | ---------------- | ---------------- | ---------------- | ---------------- | ---------------- | ---------------- | ---------------- |
| 2014             | 常盤木高         | 17               | チャレンジ       | 2                | 0                | -                | -                | 0                | 0                | 2                | 0                |
| 2015             | 常盤木高         | 12               | チャレンジEAST   | 7                | 0                | -                | -                | 0                | 0                | 7                | 0                |
| 2016             | 常盤木高         | 1                | チャレンジEAST   | 13               | 0                | -                | -                | -                | -                | 13               | 0                |
| 2017             | 仙台L            | 16               | なでしこ1部      | 0                | 0                | 0                | 0                | 0                | 0                | 0                | 0                |
| 2018             | 仙台L            | 16               | なでしこ1部      | 0                | 0                | 0                | 0                | 0                | 0                | 0                | 0                |
| 2019             | 仙台L            | 16               | なでしこ1部      | 0                | 0                | 0                | 0                | 0                | 0                | 0                | 0                |
| 通算             | 日本             | 日本             | 1部              | 0                | 0                | 0                | 0                | 0                | 0                | 0                | 0                |
| 通算             | 日本             | 日本             | 2部              | 2                | 0                | -                | -                | 0                | 0                | 2                | 0                |
| 通算             | 日本             | 日本             | 3部              | 20               | 0                | -                | -                | 0                | 0                | 20               | 0                |
| 総通算           | 総通算           | 総通算           | 総通算           | 22               | 0                | 0                | 0                | 0                | 0                | 22               | 0                |

## 代表歴
- U-19日本女子代表
  - AFC U-19女子選手権2017
- U-20日本女子代表
  - 2018 FIFA U-20女子ワールドカップ